# Brockessches Haus
Das Brockessche Haus, in neueren Publikationen auch als Brockessches oder Brock’sches Palais bezeichnet, ist ein denkmalgeschütztes Wohn- und Manufakturgebäude in der Innenstadt Potsdams. Es wurde 1776 nach dem Entwurf Carl von Gontards an der Straße Am Kanal (heute Yorckstraße 19/20) mit Zuschüssen von Friedrich II. für den Glasschleifer Johann Christoph Brockes errichtet.
Nach zahlreichen Eigentümerwechseln und einem längeren Leerstand wurde das Palais bis Ende 2016 denkmalgerecht komplett restauriert und dient seitdem als Wohngebäude.

## Geschichte

### 18. Jahrhundert
Im Jahr 1722 ließ sich Oberleutnant von Kleist zwischen Reitstall und Garnisonkirche ein Wohnhaus errichten. Wegen seines Wohlstandes („Mammon“) wurde deshalb die heutige Werner-Seelenbinder-Straße Mammonstraße genannt. Auf dem rückwärtigen Grundstück am Stadtkanal, ließ er eine Soldatenunterkunft bauen, die wegen ihrer geringen Gebäudetiefe im Volksmund „Patronentasche“ genannt wurde.
Johann Christoph Brockes erwarb das Grundstück an der Yorckstraße im Jahr 1770 und bat Friedrich II. um finanzielle Unterstützung für die Errichtung eines Bürgerhauses. Erst 1776 stellte der König die nötigen Mittel für die Fassade zur Verfügung, die von Carl von Gontard entworfen worden war. Die restlichen Kosten für den Bau mit etwa 1.700 Quadratmetern Nutzfläche, für den Baukondukteur Friedrich Wilhelm Titel zuständig war, musste Brockes selbst tragen. In dem Gebäude waren neben den Wohn- und Geschäftsräumen das Warenlager, aber auch Einquartierungsstuben untergebracht.

### 19. Jahrhundert bis 1990
Nach Brockes’ Tod 1804 verkauften die Erben das Gebäude an den preußischen Staat, der darin die Oberrechnungskammer unterbrachte. Im Deutschen Reich wurde ab 1871 die Rechnungskammer als Rechnungshof weitergeführt. Den Zweiten Weltkrieg überstand das Brockessche Haus – abgesehen von einigen Einschusslöchern – unbeschadet, während die Nebengebäude abbrannten.
Nach Kriegsende zog im Jahr 1945 das Fernmeldebauamt der Deutschen Post ein und blieb dort bis zur Abwicklung der Einrichtung infolge der Wiedervereinigung im Jahr 1990.

### Leerstand von Oktober 1990 bis 2010
Danach ging es in den Besitz der Deutschen Telekom über. Während des Leerstands seit 1990 wurden unterschiedliche Nutzungsmöglichkeiten als Hotel, Behörde oder Standort für das Potsdam Museum diskutiert. Das Gebäude diente auch den Architektur-Studenten der Potsdamer Fachhochschule in den 1990er Jahren als Entwurfsobjekt. Erst um das Jahr 2010 erwarb die Gruppe Baywobau Baubetreuung GmbH die Immobilie von der Telekom.

### Umbau zu einem Wohnhaus mit Eigentumswohnungen
Nach einem Architektenwettbewerb wurde der Siegerentwurf von Stefan Höhne zur Realisierung ausgewählt. Anfang 2014 konnte mit der Entkernung und Sanierung des Gebäudes begonnen werden. Als besonders schwierig erwies sich der feuchte Untergrund, für das eigentliche Palais und die geplanten Flügelbauten wurden deshalb 329 Stahlbeton-Pfähle 40 Meter tief in den Untergrund eingelassen. Außerdem erhielt das Baufeld eine Betonmanschette, so wie schon zuvor das Berliner Kronprinzenpalais stabilisiert worden war. Das Richtfest fand im Juli 2015 statt.
Unter Denkmalschutzauflagen ließ der Investor 18 Eigentumswohnungen im Altbau errichten, die größte mit 324 Quadratmetern in der Beletage unter Beibehaltung der Zimmerflucht von sieben Räumen. Gemeinsam mit den beiden Neubauten entlang der Yorckstraße sowie den zwei Südflügeln, einer Remise und dem Westflügel, dem nördlichen Teil des ehemaligen Langen Stalls nach Entwürfen von Nöfer Architekten entstanden auf dem 5400 Quadratmeter großen Grundstück 103 Wohnungen, die ab Dezember 2016 bezugsfertig waren. Die Wohnungen im Altbau wurden schließlich bis Ende 2017 ebenfalls verkauft werden konnte.

## Architektur

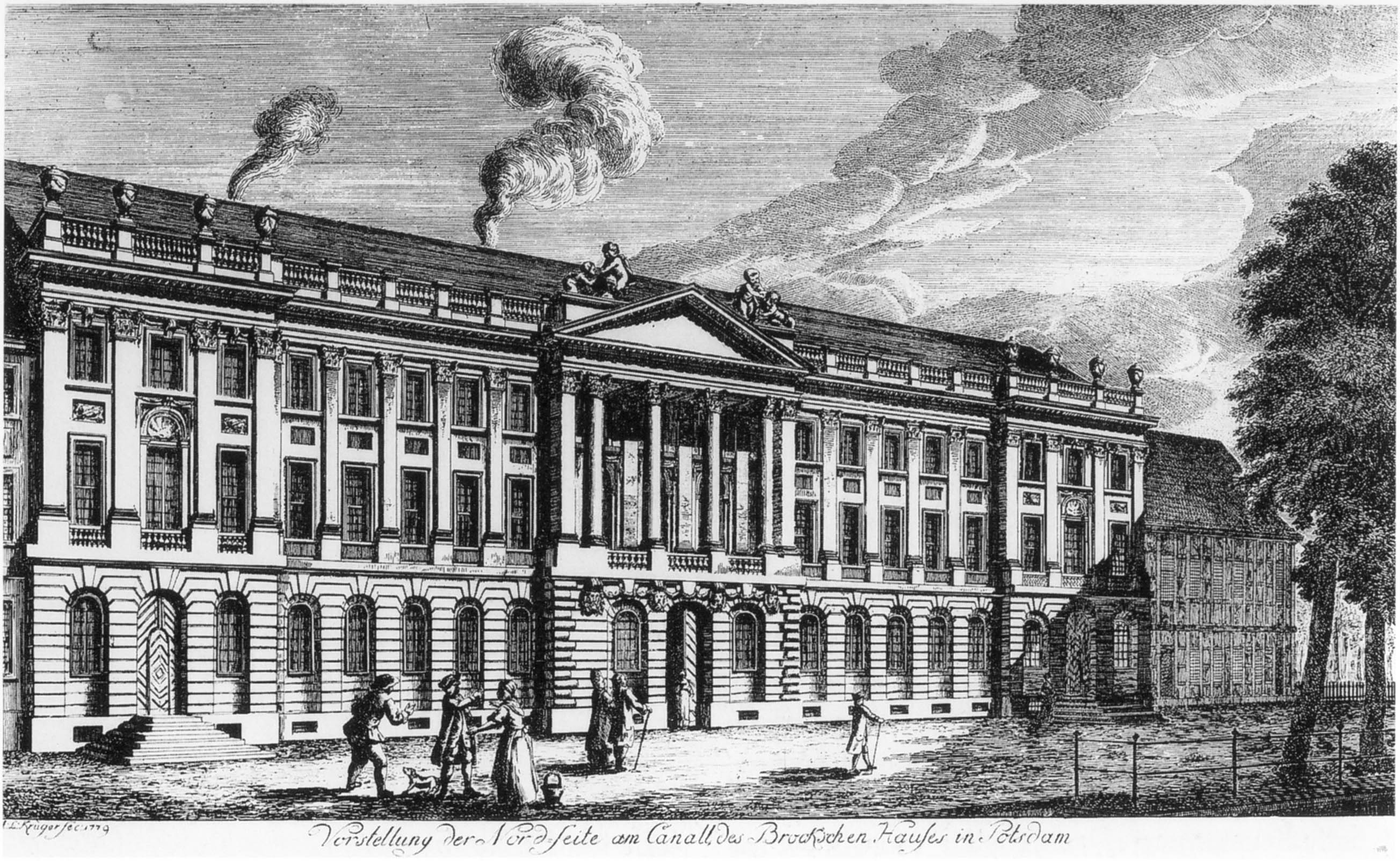
Potsdam, Brockessches Haus, Radierung von Andreas Ludwig Krüger, 1779

Bei seinem Entwurf für die Fassade des dreigeschossigen Gebäudes mit 19 Achsen orientierte sich Carl von Gontard an der französischen Schlossbaukunst und ließ sich insbesondere vom Entwurf Perraults für die Ostfassade des Louvre und französischen Chalets inspirieren.
Gegliedert wird die mit Stuck und Skulpturen verzierte Barock-Fassade durch eine Attika sowie durch Mittel- und Eckrisalite. Die Eckrisalite werden von je vier Schmuckvasen aus Sandstein bekrönt. Im Mittelrisaliten befindet sich eine Loggia, die aus vier Vollsäulen gebildet und von einem Giebeldreieck gekrönt wird. Über dem Giebel verweisen Putten der Gebrüder Wohler, die für einige Jahre eingelagert waren, mit Symbolen der Glasherstellung auf den Berufsstand des ersten Besitzers. Eine der Putten soll sich – so Saskia Hüneke, Kustodin bei der Stiftung Preußische Schlösser und Gärten – über das Handbuch der Glasmacherkunst von dem Potsdamer Alchemisten und Erfinder des Rubinglases Johannes Kunckel beugen. Für die Herstellung des historischen Figurenschmucks mussten drei Sandsteinvasen nachgearbeitet werden. Die Fertigstellung dauerte länger als ursprünglich geplant, weil die Bildhauer zeitgleich mit der der Herstellung von historischem Schmuck für den Wiederaufbau des Berliner Schlosses beauftragt waren.
Die Fassade mit dem dahinterliegenden acht Meter breiten Wohnhaus mit Werkstätten im Hof ist ein Beispiel für die von Friedrich II. befohlenen Palastfassaden, die im Volk als „Vorhemdchen“ bekannt waren. Wegen der geringen Gebäudetiefe blieb aber auch die Bezeichnung des Vorgängerbaus Patronentasche erhalten.
Nach Vollendung der Sanierung und des Neubaus in direkter Umgebung wird das Brockessche Palais nun von den neuen Villen Yorckpalais und Westpalais eingefasst. Hinter dem historischen Bauwerk befinden sich die ausgebaute Remise sowie die drei neuen Flügelbauten, den Blicken Vorübergehender weitestgehend entzogen. Kritiker bemängeln, dass die Fläche des ursprünglichen Langen Stalls geteilt wurde und damit die gesamte Kubatur des Dreier-Palais' nicht in die historische Bebauung von Potsdam passen würde.